# Wienerfilharmonikernas nyårskonsert 1981

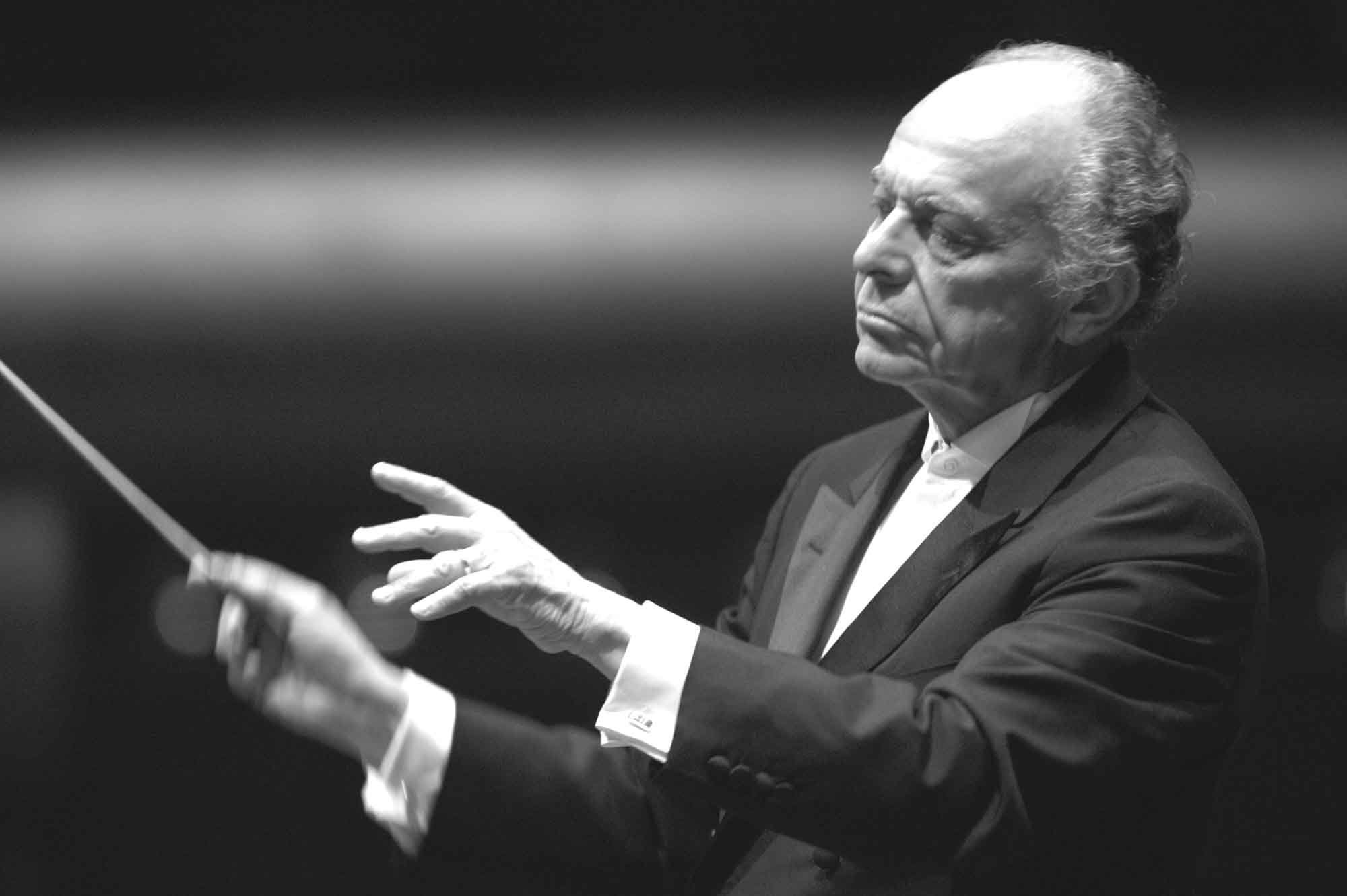
Lorin Maazel

Wienerfilharmonikernas nyårskonsert 1981 räknas som den 41:a Nyårskonserten från Wien och ägde rum den 1 januari 1981 i Wiens Musikverein. Det var den 23:e nyårskonserten vars 2:a del sändes på TV via Eurovision. Dirigent var för andra gången Lorin Maazel, som 1980 övertog uppgiften efter den legendariske Willi Boskovsky. Maazel skulle komma att dirigera alla nyårskonserter från 1982 till 1986.

## Historia
Strikt räknat var det Wienerfilharmonikernas 36:e nyårskonsert, eftersom det inte var förrän 1946 som Josef Krips introducerade denna titel, som behölls 1947 och därefter. Dessutom var det den 42:a Årsskifteskonserten, då det vid årsskiftet 1939/40 gavs en Außerordentliches Konzert (extraordinär konsert) av Wienerfilharmonikerna, som dock ägde rum på nyårsafton 1939. 
Medlemmar ur baletten i Wiener Staatsoper dansade i koreografi av Gerlinde Dill.
TV-sändningen visades i Österrike, Belgien, Västtyskland, Danmark, Finland, Frankrike, Hongkong, Irland, Island, Italien, Japan, Jordanien, Jugoslavien, Sydkorea, Luxemburg, Mexiko, Nederländerna, Norge, Portugal, Rumänien, Sverige, Schweiz, Singapore, Spanien, Sydafrika, Ungern och USA. Totalt 26 länder världen över.

## Program

### 1:a delen
1. Johann Strauss den yngre: Intågsmarsch ur operetten Der Zigeunerbaron, o. op.
2. Johann Strauss den yngre: Accelerationen, Vals, op. 234
3. Johann Strauss den äldre: Seufzer-Galopp, op. 9 (Bearbetning: Max Schönherr)
4. Josef Strauss: Ohne Sorgen, Polka schnell, op. 271
5. Josef Strauss: Transactionen, Vals, op. 184
6. Johann Strauss den yngre: Stürmisch in Lieb' und Tanz, Polka schnell, op. 393

### 2:a delen
1. Johann Strauss den yngre: Ouvertyr till operetten Waldmeister
2. Josef Strauss: Frauenherz, Polka mazur, op. 166
3. Johann Strauss den yngre: Egyptischer Marsch, op. 335
4. Johann Strauss den yngre: Rosen aus dem Süden, Vals, op. 388
5. Johann Strauss den yngre: Tritsch-Tratsch-Polka, Polka schnell (sic)*, op. 214
6. Johann Strauss den yngre och Josef Strauss: Pizzicato-Polka
7. Johann Strauss den yngre: Frühlingsstimmen, Vals, op. 410
8. Johann Strauss den yngre: Explosions-Polka, Polka schnell (sic)*, op. 43 (Bearbetning: Max Schönherr)

### Extranummer
1. Johann Strauss den yngre: Leichtes Blut, Polka schnell, op. 319
2. Johann Strauss den yngre: An der schönen blauen Donau, Vals, op. 314
3. Johann Strauss den äldre: Radetzkymarsch, op. 228

Verkförteckningen och verkens ordning finns på Wienerfilharmonikernas webbplats. Det fanns inga verk på programmet för denna nyårskonsert som framfördes för första gången i detta sammanhang.
* Varken Explosions-Polka eller Tritsch-Tratsch-Polka är några "Polka schnell" (Snabbpolka) i egentlig mening, den beteckningen användes av Johann Strauss den yngre först med op. 281 (Vergnügungszug (Polka schnell)).

## Weblänkar
- Programmet till nyårskonserten 1981 på wienerphilharmoniker.at